# Crematogaster esterelana
Crematogaster esterelana är en myrart som först beskrevs av Bernard 1978.  Crematogaster esterelana ingår i släktet Crematogaster och familjen myror. Inga underarter finns listade i Catalogue of Life.